# Pedro Navarro
Pour les articles homonymes, voir Navarro (homonymie).
Pedro Navarro (né à Garde, Royaume de Navarre en 1460 -  mort à Naples, le 28 août 1528), comte d'Oliveto, est un marin et ingénieur militaire espagnol. Il est un des acteurs des conflits méditerranéens du début de la Renaissance, tour à tour pour son propre compte, pour celui du roi d'Espagne puis celui du roi de France. Il est réputé pour avoir fortement contribué à l'amélioration de la technique des mines terrestres.
On connaît peu d'élément de la jeunesse de Pedro Navarro. Il est reconnu qu'il est le fils d'un hidalgo espagnol du nom de Pedro del Roncal.

## Mercenaire et pirate
Il travaille pour le compte de marchands génois et s'enrôle comme mercenaire dans les troupes florentines en guerre contre Gênes pour des conflits territoriaux. Sous le commandement du général Piero del Monte il participe à l'assaut contre la forteresse de Sarzanello en 1487), à Sarzana (La Spezia), à l'occasion duquel il utilise pour la première fois la technique des mines terrestres. La technique consistait pour l'armée assiégeante à creuser des tunnels jusqu'aux fondations des murailles, de les remplir de poudre et de faire s'écrouler les murs grâce à l'explosion. Il faut tout de même noter que cette première tentative se solde par un échec.
Après la guerre, il part pour Naples et se lie avec un noble valencien, Antonio Centelles, marquis de Crotone et pirate. À partir de Crotone, ils attaquent les vaisseaux et les ports de la côte grecque et du nord de l'Afrique. Les marchandises volées et les esclaves sont ensuite vendus en Italie.
En 1495, lors de la première guerre d'Italie, les belligérants enrôlent des pirates et Centelles et Navarro se retrouvent aux côtés des Français. Après la guerre, ils reprennent leurs activités de pirates à tel point que la république de Venise décide d'en finir avec eux, en vain.
Peu de temps après, Centelles est capturé par les Ottomans et exécuté à Istanbul. Ses biens reviennent à sa veuve qui les met à la disposition de Navarro pour continuer son activité de pirate.

## Officier et ingénieur militaire duGran Capitán
Après guérison des blessures causées par un naufrage en 1499, il rejoint avec son navire les troupes de Gonzalve de Cordoue, dit le Gran Capitán, envoyées à la conquête de la Céphalonie (1500). Paradoxalement, il y est soldé par la république de Venise qui avait demandé l'aide des Rois Catholiques pour la reprise de ses territoires envahis par les Ottomans. L'objectif en Céphalonie est la prise de la forteresse de Saint-Georges, défendue par des janissaires sous les ordres d'un capitaine albanais du nom de  Gisdar. Pedro Navarro utilisa de nouveau ses mines pour abattre les murailles. Il connaît un succès mitigé mais parvient à ouvrir des brèches qui permettent l'assaut. Suivant les récits, la prise de la forteresse prend entre quarante jours et plusieurs mois.

### Royaume de Naples
Nommé capitaine, il continue sous les ordres du Gran Capitán durant la seconde campagne de Naples et participe à la modernisation de l'infanterie, élément-clé de la nouvelle armée de ce général.
En application des termes du traité de Grenade, les troupes espagnoles débarquent en juillet 1501 à Tropea pour prendre possession de la Calabre et de l'Apulie et éliminer les résistances locales. Navarro participe activement à ces opérations et, en février 1502, il met en déroute une escadre française qui tente d'approvisionner, en violation du traité, les assiégés de Tarente.
Une fois les hostilités ouvertement déclenchées après les violations du traité, Navarro est chargé de repousser la première vague de l'armée envoyée par Louis XII. Il repousse, avec 500 hommes seulement, trois assauts sur Canossa, en Apulie, en août 1502. Il négocie finalement sa capitulation avec Robert Stuart d'Aubigny pour évacuer survivants mais échoue dans son objectif de multiplier les pertes chez l'ennemi mais remplit sa mission de le retarder afin que le Gran Capitán organise la défense de Barletta.

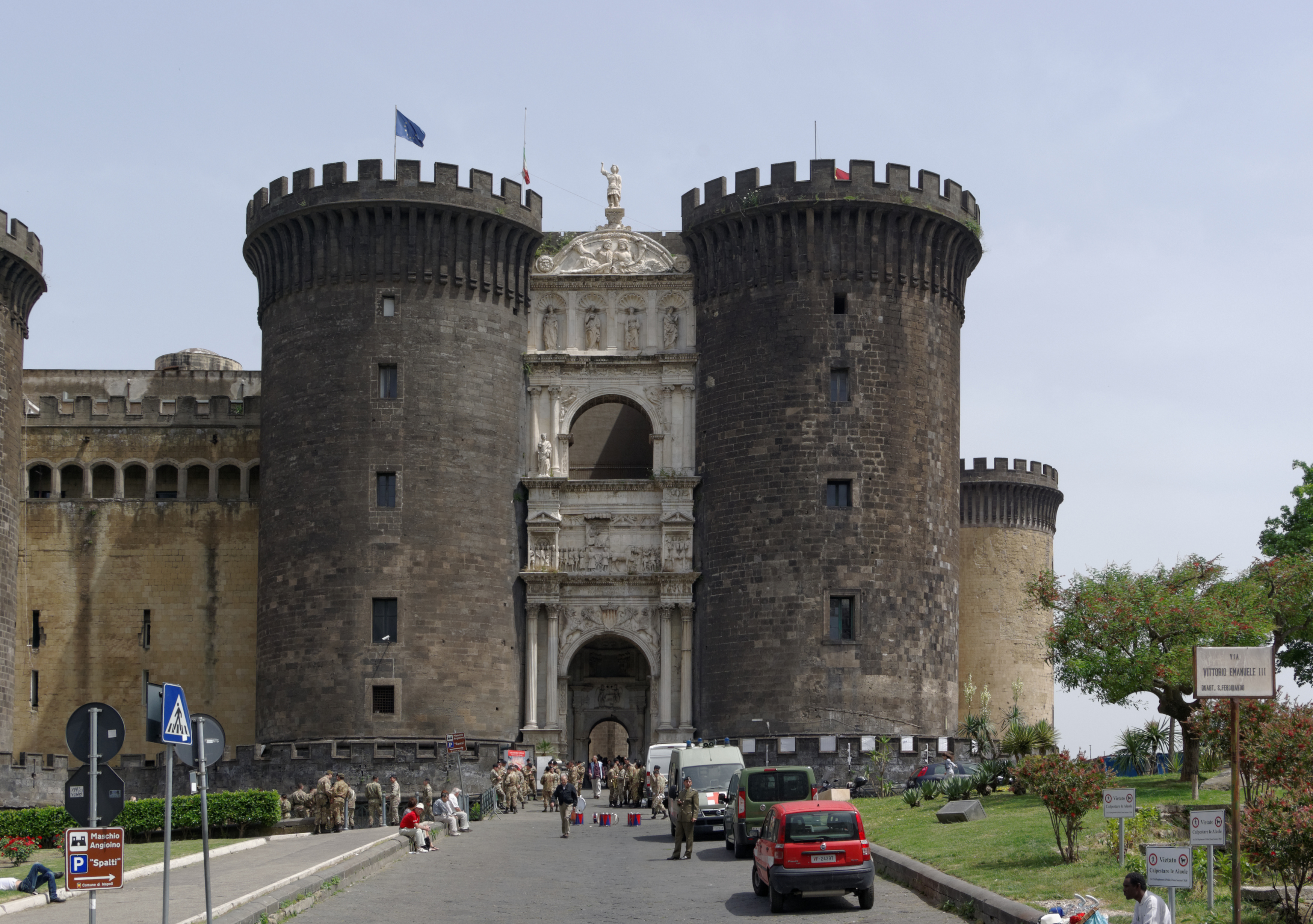
Le Castel Nuovo à (Naples)

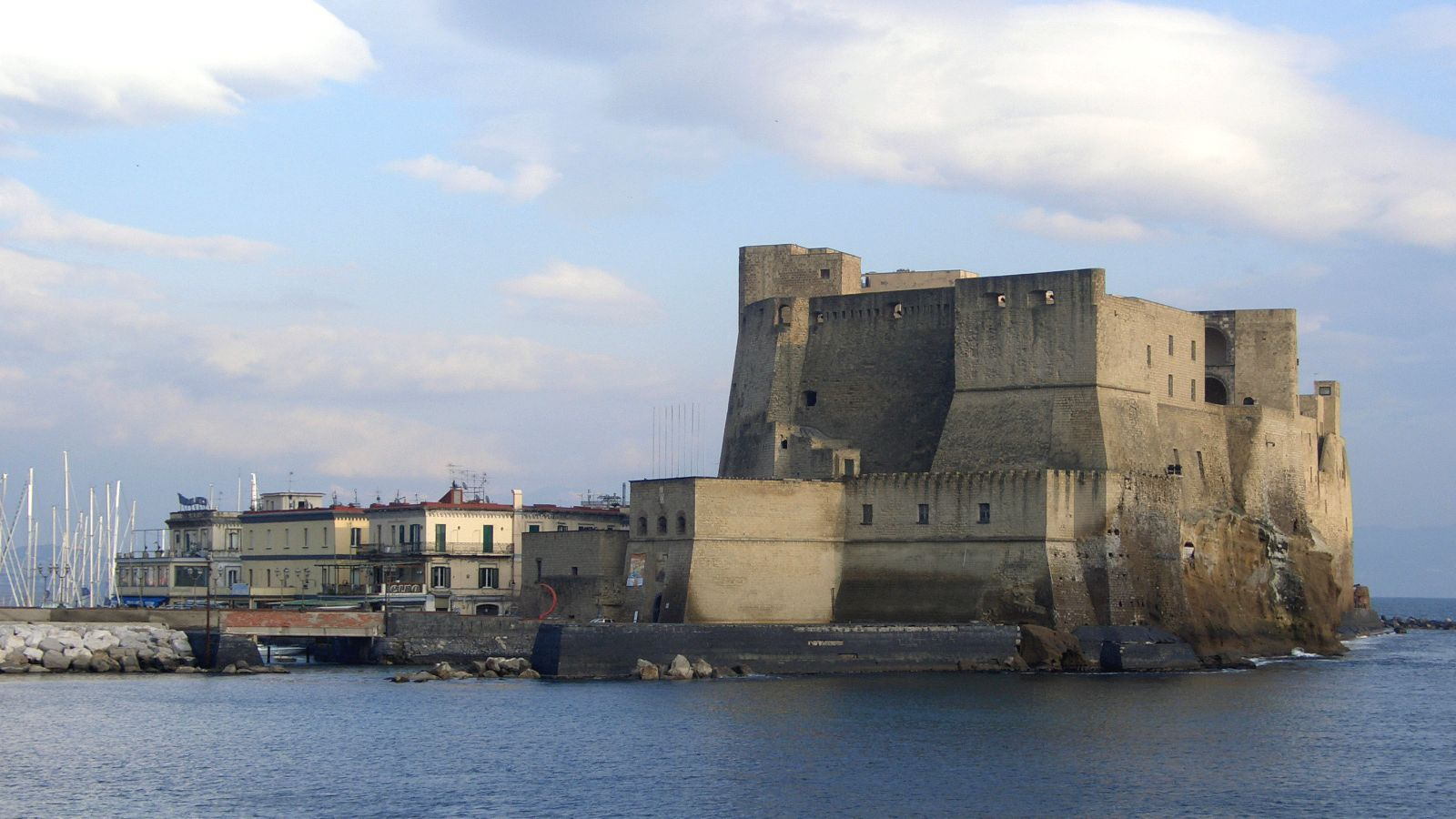
Le Castel dell'Ovo à (Naples)

Il participe ensuite, comme capitaine de l'infanterie et de l'artillerie, à la défaite française de Cerignola le 28 avril 1503.
Lors de la prise du Castel Nuovo le 12 juin 1503, l'un des derniers réduits des Français dans la capitale du Royaume, ses mines fonctionnent enfin à son entière satisfaction : sous la couverture de l'artillerie, les sapeurs peuvent travailler au pied de la muraille et placer des barils de poudre dans les excavations réalisées à cet effet (dont l'une précisément sous la poudrière des Français) puis reboucher totalement les trous. Le Gran Capitán déploie ensuite ses troupes pour simuler un assaut, provoquant un afflux de défenseurs sur les murailles. L'explosion abat une partie de la muraille, qui entraîne ses occupants dans sa chute, et les troupes entrent dans la citadelle qui se rend.
Gonzalve de Cordoue dirige alors l'essentiel de ses troupes vers Gaeta pour expulser la totalité des Français du royaume, et confie à Navarro la prise de l'autre forteresse de la ville, le Castel dell'Ovo, mission qu'il remplit grâce à la même technique que précédemment.
Apprenant l'entrée en Italie d'une nouvelle armée française, le Gran Capitán remet la prise de Gaeta à plus tard et se porte à sa rencontre sur la rive du Garigliano. Durant ce long affrontement, de mi-octobre à l'assaut final espagnol du 28 décembre 1503, Navarro est à la tête des unités d'infanterie et de sapeurs et incendie le pont pour couper la route aux Français. Il continue de participer activement aux opérations militaires jusqu'à la pleine pacification du royaume.
Par le traité de Lyon, en 1504, Louis XII reconnaît la souveraineté de Ferdinand le catholique sur le royaume de Naples. Gonzalve de Cordoue est nommé vice-roi et distribue titres et propriétés à ses officiers les plus méritants. Navarro obtient la ville et le comté d'Oliveto.
Lorsque naissent les dissensions entre Ferdinand et le vice-roi, Navarro est envoyé en Espagne par ce dernier pour y tenter, sans succès, une réconciliation. En septembre 1506, le roi se déplace en personne à Naples, destitue Gonzalve de Cordoue et ses capitaines et leur retire leurs fiefs, à l'exception notable de Navarro. Ce dernier, nommé amiral de la flotte napolitaine, regagne l'Espagne avec le souverain et le Gran Capitán le 4 juin 1507.

## Les campagnes d’Afrique
À partir de 1508, le roi charge Navarro de l'importante mission de combattre la piraterie barbaresque, devenue un sérieux problème pour le commerce maritime. Navarro est à la tête d'une flotte et capture des embarcations pirates ou corsaires.
Le 23 juillet, il arrive au Rocher de Vélez de la Gomera, à quelques milles de la ville côtière du même nom. Les deux endroits sont d'importants repaires de pirates. Navarro range sa flotte à portée de tir de l'île et l'ensemble des occupants se réfugie dans la ville. Une fois le rocher pris, Navarro y fait installer l'artillerie et détruit toute la ville et son port. Considérant le rocher comme un point stratégique, il le fait fortifier et y laisse une garnison de 32 hommes sous le commandement du gouverneur Juan de Villalobos.
Peu de temps après, il secourt le détachement portugais d'Asilah, en butte aux attaques du roi de Fès, et obtient le retrait de ce dernier après leur bombardement depuis les navires.

### Oran
En Espagne, le cardinal Cisneros convainc le roi Ferdinand de l'opportunité de réaliser des incursions militaires en Afrique du Nord et offre même de les financer sur ses propres deniers. Le souverain nomme Cisneros capitaine général de l'expédition et Navarro est chargé des opérations sur le terrain. Navarro accepte de mauvaise grâce à la nomination de Cisneros.
Les forces se regroupent à Carthagène : 90 embarcations (80 navires de transport et 10 galères) et 22 000 soldats. Les tensions entre le cardinal et Navarro apparaissent rapidement. La première dissension porte sur le butin obtenu de la capture de plusieurs embarcations pirates, avant le départ, que Navarro partage entre les participants à la bataille au lieu d'en destiner la moitié au financement de l'expédition comme cela avait été convenu.
La flotte appareille le 16 mai 1509 et arrive le jour suivant à Mers el-Kébir, tête de pont (contrôlé par l'Espagne depuis 1505) d'où le départ est donné, deux jours plus tard, pour la conquête du premier objectif, Oran, ville côtière proche, de 10 000 habitants, bien fortifiée et armée.
Cisneros exprime l'intention de marcher à la tête de l'armée mais Navarro le convainc de rester à Mers el-Kébir et planifie une attaque par terre et par mer. Alors que la flotte bombarde les murailles, les troupes terrestres, que Navarro a divisées en 4 corps, affrontent l'ennemi à l'extérieur de la ville. L'artillerie et la cavalerie espagnoles obligent les défenseurs à se replier dans la ville. Le Siège est mis devant Oran et l'assaut démarre, avec des échelles, sous la couverture de l'artillerie et l'aide de mines. Les attaquants entrent aisément dans la ville et la mettent à sac.
Les Espagnols souffrent de pertes légères, environ 300 hommes, alors que le nombre de morts parmi les défenseurs est estimé à 4 000 à 5 000. Les assaillants font main basse sur un butin de 500 000 écus en numéraire, marchandises, esclaves et otages. Navarro prend la ville au nom du roi. La place passe donc aux mains de la couronne d'Espagne et n'est donc plus sous l'autorité de Cisneros, qui doit retourner en Espagne.

### BéjaïaetTripoli

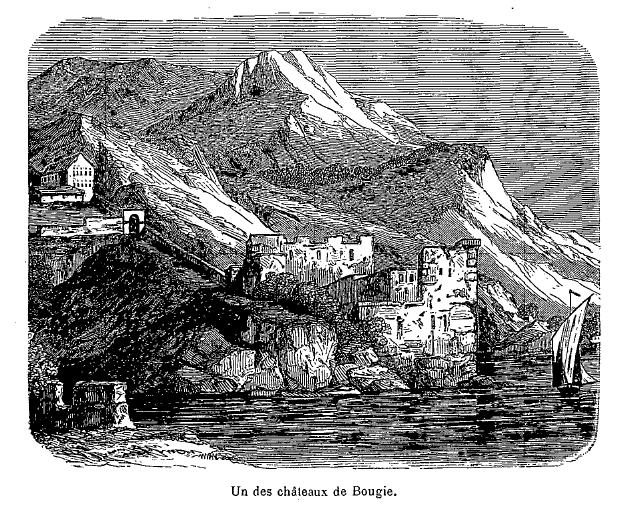
Béjaïa.

Malgré les récriminations de Cisneros, le roi confirme Navarro à la tête de l'expédition africaine et le dote même de renforts pour la poursuivre. Navarro prend ses quartiers d'hiver à Formentera puis se dirige vers la riche cité de Béjaïa.
Il y arrive le 5 janvier 1510 avec 5 000 hommes et attaque dès l'aube suivante. Le roitelet local, Abderrahmane, peut lui opposer 10 000 soldats, qu'il lance immédiatement sur les Espagnols en cours de débarquement, en même temps qu'il les bombarde depuis la ville. L'assaut est néanmoins repoussé, grâce notamment à l'artillerie de marine. L'attaque espagnole commence immédiatement, avec des bombardements maritimes et terrestres. L'essentiel de la bataille se déroule dans la ville, qui se rend finalement au milieu de la journée avec la fuite d'Abderrahmane et de sa suite, ainsi que la mort de nombreux habitants.
Navarro profite ensuite des dissensions entre Abderrahmane, qui est en réalité un usurpateur, et son neveu, le jeune roi Mouley Abdallah. Ce dernier le guide dans la montagne où se sont réfugiés les fugitifs. Navarro les attaque de nuit avec 500 soldats. Abderhamane réussit à s'enfuir une nouvelle fois mais perd 300 de ses hommes. 600 de ses soldats sont faits prisonniers, ainsi que sa première épouse, sa fille et les dignitaires de la ville. Les trésors qu'il abandonne dans sa fuite viennent grossir le butin des assaillants, qui n'ont à déplorer qu'une seule perte dans l'expédition de la montagne.
La renommée de Navarro et le récit de ses exploits militaires incitent les rois des cités-états d'Alger, de Tunis et de Tlemcen à prêter l'hommage au roi d'Espagne et à libérer tous leurs prisonniers chrétiens.
Une fois la région bien contrôlée, Navarro regroupe la flotte près de l'îlot sicilien de Favignana et embarque avec 14 000 hommes en direction de Tripoli où l'attend un nombre équivalent de défenseurs, protégés par des bastions et d'épaisses murailles.
La bataille se déroule le 25 juillet dès le débarquement des troupes. Elle commence par un duel d'artillerie et les murailles sont prises d'assaut, avec succès. La suite de la bataille consistera en une lutte harassante maison par maison, qui se prolonge tard dans la nuit. La victoire espagnole se solde par 200 à 300 morts alors qu'environ 5 000 soldats périssent dans la défense de la ville, avec autant de prisonniers destinés à l'esclavage. Le butin est une fois de plus volumineux, dont une bonne partie provient des bateaux ancrés dans le port, parmi lesquels cinq navires de secours envoyés (tardivement) par le sultan turc, ainsi que des embarcations turques, albanaises, vénitiennes et génoises, arrivées pour décharger à Tripoli dans l'ignorance des évènements.

### L’échec deDjerbaet desKerkennah
Dans la foulée de ces victoires, Navarro informe le roi de son ambition de continuer à la tête de l'entreprise pour de nouvelles conquêtes. Sa condition de petite noblesse joue contre lui et il est remplacé par García de Tolède, le jeune et inexpérimenté fils aîné du duc d'Albe Fadrique Àlvarez de Tolède, que le souverain nomme capitaine général d'Afrique, basé à Bejaïa.

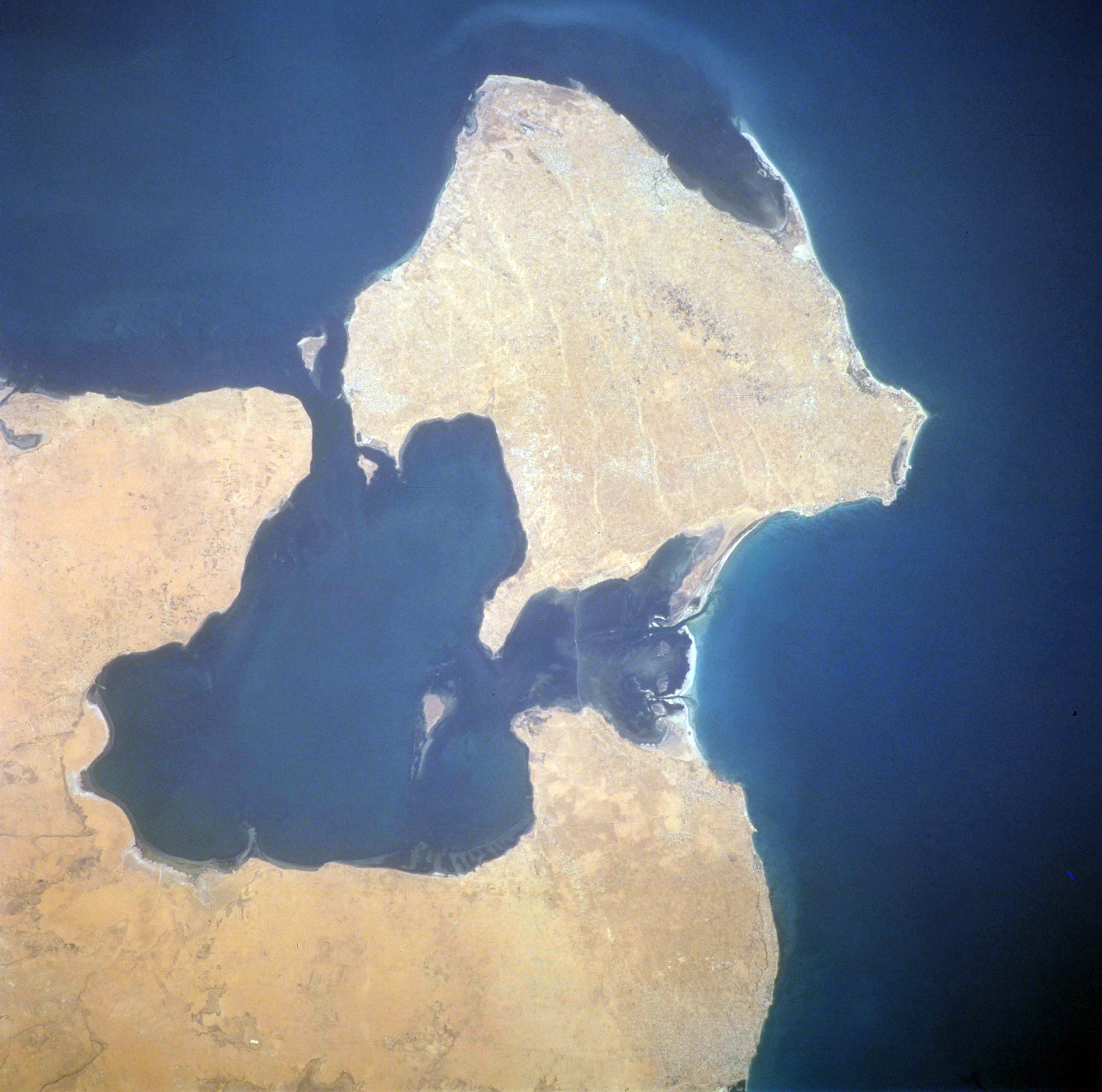
L'île de Djerba (Tunisie)

Début août, sous le commandement de García de Tolède, une flotte de 15 grosses caraques, emmenant 7 000 hommes à leur bord, se préparent à faire voile vers l'Afrique au départ de Malaga. Une épidémie de peste en Afrique du Nord retarde leur départ. Pendant ce temps, Navarro étudie la possibilité d'attaquer l'île de Djerba, réputé comme étant un repaire de barbaresques, face à la côte ouest de Tunisie. Il organise depuis Tripoli une expédition de reconnaissance avec 8 galères et une fuste et tente, en vain, de convaincre les principaux chefs de l'île de prêter l'hommage à son roi pour éviter l'affrontement. Il décide alors d'attendre l'arrivée des renforts pour lancer l'invasion.
García de Tolède finit par quitter Malaga, prend possession de Bejaïa, y laisse 3 000 de ses hommes et rejoint Navarro à Tripoli le 23 août 1510 pour préparer l'expédition. Le 29 août, 8 000 soldats débarquent sur l'île et sont divisés en sept escadrons. García de Tolède décide de marcher lui-même à la tête du premier escadron, en compagnie d'une centaine de jeunes nobles castillans.
L'objectif est d'attaquer une forteresse où sont installés les pirates. La troupe s'y dirige et traverse une zone sableuse, sous une chaleur étouffante. Les officiers, persuadés que la victoire serait rapide et facile, n'ont pas envisagé d'apporter de l'eau et des vivres. Les soldats, qui tirent l'artillerie, sont victimes de la soif, de la chaleur et de la fatigue et beaucoup s'évanouissent. Apercevant de la végétation, ils s'y dirigent et y découvrent un puits. À cette nouvelle, les hommes se précipitent et rompent toute formation. Quelques centaines de barbaresques embusqués en profitent pour attaquer à pied et à cheval et tuent tous ceux qui ne peuvent s'échapper. La moitié des Espagnols, environ 4 000 hommes, sont morts sur le sable, dont García de Tolède et plusieurs de ses compagnons. Le reste s'enfuit vers la côte.
À l'extérieur de la palmeraie, l'ennemi est beaucoup plus nombreux (jusqu'à 4 000 hommes) et Navarro, avec l'aide de Pedro de Luján, tente de réorganiser l'arrière-garde pour leur faire face amis la débandade est totale. Par chance pour les Espagnols, les cavaliers et fantassins ennemis ne les poursuivent pas, alors que les 3 000 survivants doivent attendre toute la nuit les canots pour embarquer.

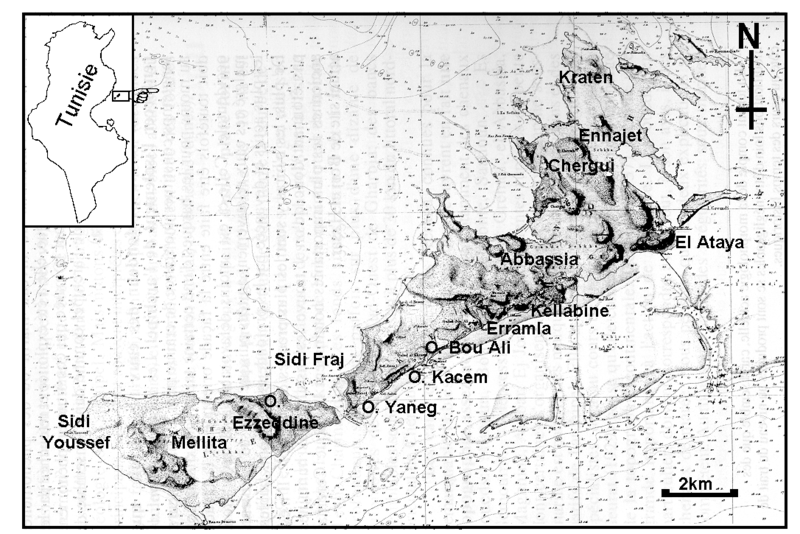
Les îles Kerkennah au large de la Tunisie

Pour couronner le désastre, une forte tempête fait couler plusieurs navires et disperse les voiliers. La caraque qui emmène Navarro dérive vers les côtes de Turquie et manque de couler à leur proximité. L'équipage est sauvé grâce à l'expérience de marin de Navarro, qui réussit à incliner l'embarcation et rejoindre ainsi Tripoli. Une fois regroupés les trente voiliers et les 5 000 survivants de l'expédition, les quartiers d'hiver sont pris à Lampedusa.
Malgré ces revers et les rigueurs de l'hiver, Navarro a la force d'entreprendre une nouvelle incursion en terre musulmane. Ses objectifs sont les îles Kerkennah, riches en eau douce et pâturages. Il pense pouvoir approvisionner l'armée en eau et viande. Après plusieurs échecs dus au mauvais temps, il finit par faire débarquer une troupe de 400 hommes sous le commandement du vénitien Girolamo Vianello. Les habitants, réfugiés à l'autre bout de l'île, surprennent la troupe grâce à la trahison d'un sous-officier et égorgent tous les Espagnols. Navarro doit de nouveau battre en retraite et se réfugie à Capri.

## Retour en Italie
L'échec de Djerba apporte à Navarro de nombreuses inimitiés à la cour. Cependant, le roi persiste à l'employer, bien que de nouveau sous les ordres de plus noble que lui. Il doit amener sa flotte à Naples et se mettre à la disposition du vice-roi Raimond de Cardona, capitaine général des forces de la Sainte Ligue qui luttent contre l'armée d'Alphonse Ier, duc de Ferrare, et celle du roi de France Louis XII.

### BologneetRavenne
Cardona et Navarro, ce dernier comme général de l'infanterie, quittent Naples le 2 novembre 1511 avec l'intention de déloger les Français de la ville de Bologne. La stratégie employée est la caractéristique de Pedro Navarro : l'artillerie pilonne la ville assiégée pendant que les sapeurs creusent des galeries pour faire exploser les murailles. L'atmosphère froide et humide empêche les mines de fonctionner. Gaston de Foix-Nemours, commandant en chef des armées françaises en Italie, renforce la défense de la ville avec 10 000 hommes supplémentaires et Cardona, estimant impossible la ville de Bologne, ordonne de lever le siège.
Un deuxième affrontement entre Cardona et Foix-Nemours a lieu lors de la bataille de Ravenne, le 11 avril 1512. Le commandant français fait réaliser à ses troupes une manœuvre d'enveloppement qui lui permet de déclencher d'artillerie à bout portant sur la cavalerie lourde espagnole, causant énormément de dommages, et amenant son chef, Fabrizio Colonna, à ordonner une charge désespérée contre la chevalerie ennemie. Les troupes de Colonna, appuyées par la cavalerie légère du marquis de Pescara, sont laminées par la cavalerie française, expérimentée et supérieure en terrain plat. Cardona juge la bataille perdue et s'enfuit avec l'arrière-garde.
L'infanterie espagnole, en première ligne, maintient sa position et résiste aux assauts de l'infanterie ennemie, celui des lansquenets du roi de France, puis celui des troupes du duc de Ferrare. Foix-Nemours rassemble ses troupes et lance un nouvel assaut, qui ne peut être repoussé, et qui amène Navarro à ordonner la retraite. Foix-Nemours est tué lors d'une charge contre les hommes qui protègent la retraite de Navarro et celui, blessé, est fait prisonnier.
Cardona essaie de rejeter la responsabilité de la déroute sur Navarro, qui n'a pas donné l'ordre d'attaquer dès le début. Navarro est prisonnier du duc Louis II de Longueville, qui réclame une rançon de 20 000 écus d'or et le tient enfermé dans son château de Loches. Ferdinand le catholique essaie en vain d'obtenir sa libération sans payer, d'abord par la force - il en est empêché par la garde du château - puis par la diplomatie, dans le cadre des trêves signées avec la France.

### Au service du roi de France
François Ier, successeur de Louis XII, est conscient de la valeur militaire de Pedro Navarro, paie la rançon et le convainc d’entrer à son service, avec le grade de « général ». Navarro se laisse convaincre d’autant plus facilement que le roi d’Espagne refuse de payer sa rançon et qu'il est basco-navarrais et non castillan. Il signifie sa décision à Ferdinand le catholique et lui restitue son fief d’Oliveto.
Navarro commence par recruter vingt compagnies de Gascons, de Basques et de Navarrais pour une nouvelle incursion française en Italie. Grâce à son aide, durant l’été 1515, une grande armée de plus de 40 000 hommes passe les Alpes et se rend facilement maître de Novara, de Vigevano  et de Pavie, et se prépare à prendre le contrôle du Milanais.
Lors de la bataille de Marignan, en septembre 1515, l’infanterie française, sous ses ordres, s’impose à l’armée suisse grâce à ses formations d’arquebusiers et d’arbalétriers. Le 4 octobre, malgré une blessure, il fait sauter les murailles du château Sforza de Milan dans lequel résiste le duc Maximilien.
Après la bataille de la Bicoque, à laquelle il participe au côté du maréchal Odet de Foix, il envisage d'amener des renforts à Gênes. La ville tombe aux mains des Espagnols et Navarro est fait prisonnier. Il est libéré en 1526 grâce au traité de Madrid.
De nouveau capturé lorsque les Français se retirent de Naples, il retourne au Castel Nuovo. Charles Quint donne l'ordre de le traiter en traître et rebelle et de lui trancher la tête. Le gouverneur du château décide d'éviter le déshonneur au vieux soldat et le fait étouffer dans sa cellule.